# I Liceum Ogólnokształcące im. Stanisława Staszica w Lublinie

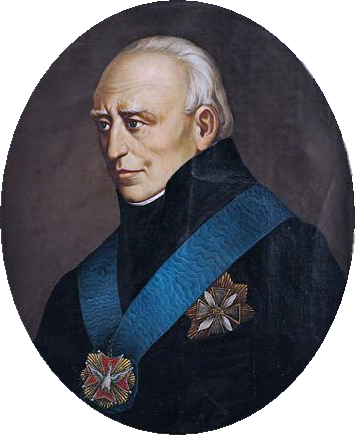
patron szkoły

I Liceum Ogólnokształcące im. Stanisława Staszica w Lublinie – liceum ogólnokształcące w Lublinie, jego siedziba mieści się w budynku przy Alejach Racławickich 26.
Historia szkoły sięga roku 1586, tj. do powstania w kolegium jezuitów w Lublinie.
I LO posiada oddział z Międzynarodową Maturą (oprócz niej program IB jest realizowany również w Międzynarodowym Liceum Ogólnokształcącym Paderewski). Szkoła uzyskała także akredytację Licencjonowanego Centrum Egzaminacyjnego LCCI i od roku szkolnego 2005/2006 prowadzi kursy przygotowujące do egzaminów LCCI.

## Historia
Historia szkoły sięga roku 1586, kiedy to w kamienicy wojewody lubelskiego Andrzeja Tęczyńskiego uruchomiono kolegium jezuickie.
W roku 1774 decyzją Komisji Edukacji Narodowej szkołę przekształcono w Szkołę Wojewódzką, a następnie w roku 1781 w Szkołę Wydziałową.
W okresie zaboru austriackiego (1795–1809) szkoła funkcjonowała jako C.K. Gimnazjum.
Wraz z nastaniem Królestwa Polskiego w 1810 szkoła ponownie stała się Szkołą Wojewódzką. W 1851 roku dyrektorem Gimnazjum Gubernialnego został Józef Skłodowski, dziadek Marii Skłodowskiej-Curie.
W zaborze rosyjskim nazwa i forma szkoły ulegała zmianom:
- 1831 – Tymczasowa Szkoła Wydziałowa
- 1833 – Gimnazjum Wojewódzkie
- 1840 – Gimnazjum Gubernialne
- 1862 – Liceum Lubelskie
- 1863 – Lubelskie Liceum Męskie
- 1905 – 3-klasowa Szkoła Średnia im. Staszica
- 1906 – 8-klasowa Prywatna Szkoła Filologiczna im. Staszica

Ostatnia nazwa utrzymała się przez okupację austriacką podczas I wojny światowej aż do 1919, kiedy to szkoła stała się Państwowym Gimnazjum im. St. Staszica. W 1937 nazwę ponownie zmieniono na I Państwowe Gimnazjum i Liceum im. St. Staszica. II wojna światowa spowodowała przerwę w ciągłości nauczania. Naukę wznowiono w roku 1944 utrzymując przedwojenną nazwę. Od roku 1961 szkoła funkcjonuje pod nazwą I Liceum Ogólnokształcące im. S. Staszica.
Przy szkole działa Stowarzyszenie Wychowanków Gimnazjum i Liceum im. Stanisława Staszica w Lublinie.

## Absolwenci
- Jan Amborski, publicysta, społecznik[4]
- Michał Arct, księgarz i wydawca[4]
- Zygmunt Arct, księgarz i wydawca[4]
- Marek Arnsztajn, lekarz, działacz polityczny i społeczny[4]
- Wacław Bajkowski, adwokat, prezydent Lublina[4]
- Tadeusz Balicki, inżynier, technolog[4]
- Zygmunt Balicki, socjolog, publicysta[5]
- Ignacy Baranowski, lekarz, filantrop[4]
- Ignacy Baranowski, historyk, ekonomista[4]
- Henryk Bąk, aktor[4]
- Aleksander Bernatowicz, lekarz wojskowy[4]
- Antoni Bida, dyplomata[4]
- Aleksander Bieliński, prawnik[4]
- Konrad Bielski, poeta i prozaik[6]
- Edmund Biernacki, neurolog[4]
- Mieczysław Biernacki, matematyk i chemik[7]
- Wiktor Biernacki, fizyk[4]
- Leon Bokiewicz, lekarz[4]
- Hipolit Borowski, działacz narodowy i społeczny[4]
- Jerzy Boski, oficer
- Stefan Brykczyński, technolog, powstaniec styczniowy[4]
- Stanisław Brzozowski, filozof, pisarz, publicysta[4]
- Gracjan Chmielewski, pedagog, powstaniec styczniowy[4]
- Gerard Ciołek, architekt, planista ogrodów[4]
- Władysław Czachórski, malarz, pedagog[4]
- Jerzy Czuma żołnierz, rzeźbiarz[4]
- Wincenty Dawid, nauczyciel, literat[4]
- Jan Konstanty Dąbrowski, historyk[4]
- Józef Dąbrowski, powstaniec, ksiądz, pionier szkolnictwa polskiego w USA[4]
- Tomasz Dłuski, prawnik i polityk[4]
- Stanisław Doborzyński, inżynier-technolog górnictwa[4]
- Adam Dorant, działacz niepodległościowy, sybirak[4]
- Stefan Du Chateau, architekt, urbanista[4]
- Feliks Dutkiewicz, sędzia, działacz społeczny[4]
- Eugeniusz Klemens Dziewulski, fizyk, przyrodnik[4]
- Eugeniusz Eibisch, malarz, pedagog[4]
- Aleksander Fedorońko, oficer lotnictwa[4]
- Piotr Frydrych, architekt i budowniczy[4]
- Antoni Gałecki, fizykochemik[4]
- Henryk Gawarecki, historyk sztuki, architekt[4]
- Witold Giełżyński, dziennikarz, publicysta[4]
- Leon Głowacki, filolog, działacz polityczny[4]
- Kazimierz Goebel, matematyk, były rektor UMCS-u i były prezes PTM-u[8]
- Seweryn Gołębiowski, historyk, biograf[4]
- Władysław Gosiewski, matematyk, fizyk[4]
- Zbigniew Góralski, historyk, pedagog[4]
- Stefan Grzebalski, prawnik
- Stanisław Grzybowski, technolog-cukrownik[4]
- Edward Hartwig, artysta fotografik[6]
- Walenty Hartwig, endokrynolog[4]
- Piotr Hemperek, biskup[4]
- Władysław Holewiński, prawnik[4]
- Józef Hornowski, lekarz[4]
- Bolesław Hryniewiecki, botanik[4]
- Aleksander Jaworowski, lekarz, bibliotekarz[4]
- Karol Jurkiewicz, przyrodnik, mineralog[4]
- Zygmunt Kałużyński, krytyk filmowy, dziennikarz[6]
- Franciszek Kamieński, botanik[4]
- Aleksander Karpiński, zoolog[4]
- Aleksander Kita, podpułkownik Wojska Polskiego[4]
- Bolesław Koskowski, ekonomista, publicysta[4]
- Bronisław Koskowski, farmaceuta, działacz społeczny[4]
- Stanisław Kotorowicz, żołnierz, cichociemny[4]
- Jan Koźmian, prawnik, publicysta, duchowny katolicki[4]
- Józef Szczepan Koźmian, biskup, działacz oświatowy, społeczny i polityczny[4]
- Kajetan Koźmian, poeta, prawnik, publicysta[4]
- Stanisław Egbert Koźmian, literat, tłumacz[4]
- Henryk Krajewski, prawnik, spiskowiec[4]
- Władysław Krajewski, lekarz balneolog[4]
- Władysław Krajewski, lekarz chirurg[4]
- Władysław Krawczyk, podpułkownik Wojska Polskiego[4]
- Stanisław Kruszewski, inżynier kolejowy, działacz oświatowy i społeczny[4]
- Stanisław Krzykała, działacz społeczny i polityczny, prezydent Lublina[4]
- Jerzy Krzysztoń, prozaik, dramaturg, reportażysta, tłumacz[4]
- Wiktor Lamot, prawnik, oficer[4]
- Zdzisław Lechnicki, działacz społeczny i rolniczy, polityk[4]
- Stefan Lelek-Sowa, sędzia, działacz społeczny i konspiracyjny[4]
- Jan Lewiński, geolog[4]
- Romuald Lipko, kompozytor, multiinstrumentalista, współzałożyciel zespołu Budka Suflera[9]
- Janusz Łomża, adwokat, były członek Trybunału Stanu[10]
- Kazimierz Łukasiewicz, kapitan Wojska Polskiego[4]
- Erazm Majewski, archeolog, socjolog[4]
- Lucjan Malinowski, językoznawca, podróżnik[4]
- Andrzej Markowski, kompozytor, dyrygent[4]
- Józef Mazurkiewicz, prawnik, historyk[4]
- Zygmunt Mikulski, poeta i eseista[6]
- Włodzimierz Miszewski, inżynier, działacz gospodarczy[4]
- Mieczysław Mleczko ze Szkopów, dworzanin królewski, starosta mielnicki[4]
- Kajetan Morozewicz, działacz powstania listopadowego, prawnik i ekonomista[4]
- Wacław Nałkowski, geograf, pedagog[5]
- Karol Namysłowski, dyrygent, kompozytor[4]
- Kasper Niesiecki, jezuita, heraldyk[4]
- Julian Ochorowicz, psycholog, wynalazca[5]
- Marek Okopiński, aktor i reżyser[4]
- Aleksander Okorski, lekarz, uczestnik powstania listopadowego[4]
- Wacław Ołtuszewski, botanik[4]
- Krzysztof Ossoliński, wojewoda sandomierski, pisarz[4]
- Maksymilian Ossoliński, podskarbi nadworny koronny, kasztelan czerski[4]
- Kazimierz Osuchowski, prawnik, żołnierz, powstaniec[4]
- Lesław Paga, ekonomista, współtwórca Giełdy Papierów Wartościowych[11]
- Eugeniusz Pankiewicz, kompozytor, pedagog[4]
- Jan Pankiewicz, matematyk, pedagog[4]
- Baltazar Paśnikowski, ksiądz, działacz niepodległościowy[4]
- Nikodem Pęczarski, matematyk, fizyk[4]
- Jan Feliks Piwarski, malarz i grafik[4]
- Jerzy Pleśniarowicz, poeta i tłumacz[6]
- Stefan Plewiński, działacz społeczny i polityczny[4]
- Andrzej Polakowski, artysta fotograf[12]
- Jan Pomorski, historyk[11]
- Jan Ludwik Popławski, publicysta, polityk[4]
- Bolesław Prus (wł. Aleksander Głowacki), pisarz i publicysta[4][5][11]
- Leon Przanowski, powstaniec styczniowy, działacz społeczny i oświatowy[4]
- Edward Przewóski, adwokat, krytyk literacki[4]
- Walerian Przewłocki, zakonnik, działacz niepodległościowy i społeczny[4]
- Józef Puacz, malarz[4]
- Jan Radomiński, jezuita, filozof, teolog[4]
- Jan Riabinin, historyk i archiwista[4]
- Bronisław Rogoyski, architekt[4]
- Gabriel Rzączyński, jezuita, przyrodnik[4]
- Adam Rzążewski, historyk literatury, publicysta[4]
- Stanisław Serwaczyński, skrzypek, kompozytor, dyrygent[4]
- Lucjan Siemieński, literat, działacz niepodległościowy[4]
- Rafał Skrzynecki, jezuita, historyk, tłumacz[4]
- Feliks Skubiszewski, chirurg[13]
- Ludwik Skubiszewski, lekarz, anatomopatolog[4]
- Jacek Sobczak, prawnik i samorządowiec[11]
- Józef Spleszyński, duchowny ewangelicki, teolog[4]
- Przemysław Stpiczyński, informatyk i matematyk[14]
- Andrzej Strug (wł. Tadeusz Gałecki), prozaik, publicysta[5]
- Piotr Suchora, aktor[15]
- Adolf Suligowski, prawnik, adwokat[4]
- Stefan Surzycki, agronom, pedagog[4]
- Czesław Szczepański, prawnik, prezydent Lublina[4]
- Adam Szelągowski, historyk, nauczyciel[4]
- Kazimierz Szulc, meteorolog[4]
- Roman Ślaski, ekonomista, prezydent Lublina[4]
- Karol Świdziński, poeta, powstaniec[4]
- Aleksander Świętochowski, pisarz, publicysta[5]
- Władysław Taczanowski, ornitolog[4]
- Jan Turczynowicz, adwokat, prezydent Lublina[4]
- Stanisław Turczynowicz, hydrotechnik[4]
- Witold Urbański, malarz, kolekcjoner antyków[4]
- Juliusz Vetter, przemysłowiec, filantrop[4]
- Antoni Wałecki, zoolog[4]
- Julian Wieniawski, prozaik i komediopisarz[4]
- Henryk Wiercieński, powstaniec, społecznik[4]
- Tadeusz Wilgat, geograf, hydrograf, społecznik[4]
- Stefan Wolski, adwokat, prozaik i poeta[4]
- Jan Wróblewski, podpułkownik, weterynarz[4]
- Aleksander Wyszyński, adwokat, działacz społeczny i samorządowy[4]
- Kazimierz Marian Wyszyński, działacz polityczny, dyplomata[4]
- Krzysztof Zalewski, wokalista i kompozytor[11]
- Seweryn Zdzitowiecki, chemik, metalurg[4]
- Karol Ziemski, pułkownik, działacz emigracyjny[4]
- Bronisław Znatowicz, chemik, działacz oświatowy[4]
- Marek Żmigrodzki, prawnik, politolog[16]
- Feliks Żochowski, językoznawca, nauczyciel[4]